# Rrok Gjonlleshaj
Rrok Gjonlleshaj (ur. 10 lutego 1961 w Veležu) – albański duchowny katolicki, arcybiskup Baru od 2016.

## Życiorys
Studiował filozofię i teologię w Rijece. Święcenia kapłańskie otrzymał 1 sierpnia 1987 i został inkardynowany do administratury apostolskiej Prizrenu. Pracował głównie jako duszpasterz parafialny, był talże m.in. dyrektorem lokalnej rozgłośni radiowej Radio Maria oraz ekonomem administratury.
5 kwietnia 2016 papież Franciszek mianował go arcybiskupem ordynariuszem archidiecezji barskiej. Sakry udzielił mu 14 maja 2016 arcybiskup Zef Gashi.
W 2021 został wybrany wiceprzewodniczącym Międzynarodowej Konferencji Episkopatu Świętych Cyryla i Metodego.